# 草間平作
草間 平作（くさま へいさく、1892年7月 - 1985年）は、翻訳家、作家。
長崎県平戸出身。本名・牧山 正彦。北九州の東筑中学校卒、鹿児島の第七高等学校造士館をへて、1919年東京帝国大学法学部卒、この間海老名弾正によってキリスト教に出会う。その後有島武郎の援助で京都帝国大学哲学科に学ぶが、父の病気のため両親を京都に引き取り、22－23年同志社大学予科講師を務めていたが、二番目の妻が重度の神経症となり三重県各地を療養のため転々とし、その間女中に子を産ませる。敗戦直前に長崎県田平町に帰る。1958年妻が死去し再婚するがこれも三年目に病死し、女中だった女と四度目の結婚をする（『夢と燕』）。兎を飼って生活の資とした。
在学中より翻訳を始め、のち河上肇の紹介でベーベル『婦人論』を訳、その後岩波書店でいくつかの翻訳を行い、特にカール・ヒルティ『幸福論』『眠られぬ夜のために』の訳によって知られる。また『心』に数篇の小説を書いた。

## 著書
- 夢と燕 草間平作創作集 東京布井出版 1983.2

## 翻訳
- 村のロメオとユリヤ ケルレル 牧山正彦訳 新潮社、1921
- 現代の婦人 ベーベル 牧山正彦訳 弘文堂、1923
- 道徳の経済的基礎 シユタウデインガー 牧山正彦訳 弘文堂書房、1924 のち草間名義で岩波文庫
- ストリントベルク全集 第5 島の農民 ヘムゼエ島の人々 岩波書店 1925
- 婦人論 ベーベル 岩波文庫 上下 1929、のち改訳版
- 唯一者とその所有 スチルネル 岩波文庫 上下 1929、のち改訳版
- 島の農民 ストリンドベリ 岩波文庫 1933
- 反マルクス論 カール・ムース 世界大思想全集 春秋社 1933
- 村のロメオとユリア ゴットフリート・ケラー 岩波文庫 1934、のち改訳版
- 幸福論 ヒルティ 岩波文庫 1935、のち各・改訳版
- 眠られぬ夜のために 第1部 ヒルテイ 岩波文庫 1936、のち各・改訳版（全2冊）
- 眠られぬ夜のために 第2部 上 ヒルティ 岩波文庫 1950
- 眠られぬ夜のために 第2部 下 ヒルティ 大和邦太郎共訳、岩波文庫 1960
- 幸福論 第2-3部 ヒルティ 大和邦太郎共訳 岩波文庫 1962-1965、ワイド版も刊